# Heitor Alves
Pour les articles homonymes, voir Alves (homonymie).
Heitor Alves est un surfeur professionnel brésilien né le 3 avril 1982 à Fortaleza, dans l'État du Ceará, au Brésil.

## Palmarès et résultats

### Saison par saison
- 2005 :
  - 1er du Onbongo Pro Surfing à Florianópolis (Brésil)
  - 1er dur Salinas Pro à Salinas (Équateur)

- 2007 :
  - 1er du SriLankan Airlines Pro aux Maldives

- 2008 : 
  - 3e du Buondi Billabong Pro à Ericeira (Portugal)[1]

- 2010 :
  - 1er du Maresia Ceará Surf International à Paracuru (Brésil)[2]
  - 1er du San Miguel Pro à Zarautz (Espagne)[3]
  - 1er du Lusiaves Figueira Pro à Figueira (Portugal)[4]
  - 1er du Islas Canarias Santa Pro à Las Palmas (Îles Canaries)[5]

- 2011 :
  - 3e du Hang Loose Pro à Fernando de Noronha (Brésil)[6]
  - 3e du Hurley Pro at Trestles à San Clemente (États-Unis)[7]

### Classements
| Année             | 2008 | 2011 | 2012 | 2013 | 2014 |
| ----------------- | ---- | ---- | ---- | ---- | ---- |
| Championship Tour | 25e  | 18e  | 27e  |      |      |
| Qualifying Series |      | 16e  | 36e  | 88e  | 45e  |